# Бухбиндер, Иосиф Шмулевич
Иосиф Шмулевич Бухбиндер или Йосл Бухбиндер (25 декабря 1908 (7 января 1909), Черняхов, Волынская губерния, Российская империя — 22 октября 1993, Киев, Украина) — советский еврейский поэт, прозаик, журналист.

## Биография
Родился в семье плотника в местечке Черняхов Волынской губернии. В 1923 году окончил 7-летнюю местную еврейскую школу рабочей молодежи. Начал работать сапожником в мастерской в Житомире. Через полтора года по путёвке профсоюза обувщиков поехал учиться в Одесский еврейский педагогический техникум, окончил его в 1930 году.
Первые стихи опубликовал в 1927 в харьковском журнале «Ди ройте велт» («Красный мир»). Публиковал статьи в советской периодике на еврейском языке. Первая книга стихотворений вышла в 1930.
После окончания института был учителем еврейского языка и литературы в одной из школ Каменец-Подольска. Осенью 1929 года призван на военную службу, был командиром пулемётного взвода в Таращанском полку 44-й стрелковой дивизии им. Щорса. Комиссовался по болезни. С 1933 по 1935 год студент Киевского педагогического института. В 1935 году выпускник исторического факультета еврейского факультета Киевского пединститута. С 1935 до начала войны в 1941-м литературный сотрудник редакции республиканской газеты «Дер Штерн». С 1937 года член Союза писателей. В августе 1941 года Бухбиндер вместе с М. Рыльским, П. Тычиной, В. Сосюрой, И. Фефером, Д. Гофштейном, Н. Рыбаком и другими писателями по решению правительства Украинской ССР был эвакуирован в Уфу.
26 апреля 1951 года арестован МГБ в Киеве. Во время обыска была изъята подготовленная к печати рукопись новой книги, затем она по постановлению следственных органов была сожжена. После 13 месяцев в следственном изоляторе МГБ был отконвоирован в харьковскую тюремную психиатрическую больницу. 19 марта 1952 осуждён на 10 лет ИТЛ за «еврейский национализм». Срок отбывал в Степлаге, арестантский номер — СЗЗ-362. Работал лагерным «письмоношей». Был в Кенгирском отделении этого лагеря во время 40-дневной забастовки. Один из немногочисленных противников Кенгирского восстания.
После восстания Бухбиндера первели в инвалидный лагпункт Степлага в с. Терехты, затем отправили в ссылку в г. Темиртау. Вернуться на родину помогли Максим Рыльский и Александр Фадеев. На основании их обращений 19 января 1957 года пленум Верховного суда СССР отменил постановление «тройки», и следственное дело Бухбиндера закрыл «за недоказанностью предъявленных ему обвинений». В феврале 1957 года Бухбиндер прибыл в Киев, вскоре его восстановили в Союзе писателей.
Незадолго перед смертью посетил Иерусалим. Запомнился тем, что знал множество народных еврейских песен на идише.
Умер во время операции на операционном столе хирурга. Похоронен на Берковецком кладбище.
Автор воспоминаний.
По мнению Г. А. Ременика: «Лирика Бухбиндера гражданственна, публицистична, тесно связана с современностью».

## Произведения
Автор 12 поэтических книг на русском, идиш и украинском языках.
- поэма «Атаман Боженко» (1930)
- поэма «Песня старого сапожника».
- «Командир Сизов», 1936;
- «Лирише мотивн» («Лирические мотивы»), 1940;
- «Мит лихтике ойгн» («Светлыми глазами»), 1975
- Последний снег, М., 1964 (русский перевод);
- Дорога життя, Київ, 1966 (украинский перевод);
- Серед волн, Київ, 1970 (украинский перевод);
- Тебе, мой друг: стихи. Советский писатель, 1980.
- Близкие дали: стихи. Советский писатель, 1987.
- «Ясными глазами» (1975),
- «Светлый взгляд» (1981),
- «Близкая даль» (1984, 1987, 1988).
- «Из моего дневника», (мемуары о лагерях, на идиш), «Советиш геймланд»,
- «Страницы моей жизни», (мемуары о лагерях, русский перевод) // Последний снег. М.: Сов. писатель 1991. 352 с.

## О нём
- Лойцкер Х., Дорога к жизни, «Радуга», [Киев], 1966, № 3;
- Эпштейн Ш., Бухбиндер поэме «Атаман Боженко», «Ди ройте велт», 1930, № 1—2;
- Гольденберг Б., Лидер вегн клоркаит, «Дер штерн», 1940, 30 ноября.